# 11e cérémonie des San Francisco Film Critics Circle Awards
La 11e cérémonie des San Francisco Film Critics Circle Awards (SFFCC Awards), décernés par la San Francisco Film Critics Circle, a eu lieu le 16 décembre 2012, et a récompensé les films réalisés dans l'année,.

## Palmarès
- Meilleur film :
  - The Master

- Meilleur réalisateur : 
  - Kathryn Bigelow pour Zero Dark Thirty

- Meilleur acteur :
  - Joaquin Phoenix pour le rôle de Freddie Quell dans The Master

- Meilleure actrice :
  - Emmanuelle Riva pour le rôle d'Anne dans Amour

- Meilleur acteur dans un second rôle :
  - Tommy Lee Jones pour le rôle de Thaddeus Stevens dans Lincoln

- Meilleure actrice dans un second rôle :
  - Helen Hunt pour le rôle de Cheryl dans The Sessions

- Meilleur scénario original :
  - Zero Dark Thirty – Mark Boal

- Meilleur scénario adapté :
  - Lincoln – Tony Kushner

- Meilleurs décors :
  - Moonrise Kingdom

- Meilleure photographie :
  - L'Odyssée de Pi (Life Of Pi) – Claudio Miranda

- Meilleur montage :
  - Argo – William Goldenberg

- Meilleur film en langue étrangère :
  - Amour  Autriche  France

- Meilleur film d'animation :
  - L'Étrange Pouvoir de Norman (ParaNorman)

- Meilleur film documentaire :
  - The Waiting Room

- Marlon Riggs Award (for courage & vision in the Bay Area film community)
  - Peter Nicks pour The Waiting Room

- Special Citation
  - Girl Walk//All Day